# Bundesvision Song Contest 2013
De Bundesvision Song Contest 2013 vond plaats in Mannheim, Baden-Württemberg, nadat Xavas het festival het voorgaande jaar won met Schau nicht mehr zurück.

## Locatie
Het was de eerste keer in de geschiedenis dat het festival werd gewonnen door Baden-Württemberg, waardoor het festival voor de eerste keer werd georganiseerd door deze deelstaat.

## Winnaar
Nedersaksen won dit jaar voor de tweede keer de Bundesvision Song Contest. Bosse zorgde voor deze prestatie, met het nummer So oder so. Hamburg eindigde voor de tweede keer in de geschiedenis op de tweede plaats, Berlijn eindigde op de derde plaats. Gaststaat Baden-Württemberg eindigde op de achtste plek, Mecklenburg-Voor-Pommeren ging voor het eerst met de rode lantaarn naar huis.

## Uitslag
| Plaats | Staat                     | Taal            | Artiest                            | Lied                                        | Punten |
| ------ | ------------------------- | --------------- | ---------------------------------- | ------------------------------------------- | ------ |
| 1      | Nedersaksen               | Duits           | Bosse                              | So oder so                                  | 153    |
| 2      | Hamburg                   | Duits           | Johannes Oerding                   | Nichts geht mehr                            | 145    |
| 3      | Berlijn                   | Duits en Engels | MC Fitti                           | Fitti mit'm Bart                            | 105    |
| 4      | Brandenburg               | Duits           | Keule                              | Ja genau!                                   | 94     |
| 5      | Saarland                  | Duits en Engels | DCVDNS                             | Eigentlich wollte Nate Dogg die Hook singen | 91     |
| 6      | Sleeswijk-Holstein        | Duits           | Luna Simao                         | Es geht bis zu den Wolken                   | 68     |
| 7      | Bremen                    | Nederduits      | De Fofftig Penns                   | Löppt                                       | 61     |
| 8      | Baden-Württemberg         | Duits           | Max Herre                          | Fremde                                      | 51     |
| 9      | Saksen                    | Duits           | The Toten Crackhuren im Kofferraum | Ich brauch keine Wohnung                    | 35     |
| 10     | Rijnland-Palts            | Duits           | Mega! Mega!                        | Strobo                                      | 31     |
| 11     | Hessen                    | Duits           | Sing um dein Leben                 | Unter meiner Haut                           | 29     |
| 12     | Noordrijn-Westfalen       | Duits           | Ingo Pohlmann                      | Atmen                                       | 20     |
| 13     | Thüringen                 | Duits en Frans  | Hannes Kinder & Band               | Déjà-vu                                     | 13     |
| 14     | Beieren                   | Duits           | Charly Bravo                       | Dreckige Namen                              | 12     |
| 14     | Saksen-Anhalt             | Duits           | Adolar                             | Halleluja                                   | 12     |
| 16     | Mecklenburg-Voor-Pommeren | Duits           | Guaia Guaia                        | Terrorist                                   | 8      |

## Terugkerende artiesten
| Deelstaat   | Artiest | Eerdere deelname |
| ----------- | ------- | ---------------- |
| Nedersaksen | Bosse   | Nedersaksen 2011 |

2005 · 2006 · 2007 · 2008 · 2009 · 2010 · 2011 · 2012 · 2013 · 2014 · 2015
Baden-Württemberg · Beieren · Berlijn · Brandenburg · Bremen · Hamburg · Hessen · Mecklenburg-Voor-Pommeren · Nedersaksen · Noordrijn-Westfalen · Rijnland-Palts · Saarland · Saksen · Saksen-Anhalt · Sleeswijk-Holstein · Thüringen